# Polia purpurea
Polia purpurea är en djurart som tillhör fylumet slemmaskar, och som beskrevs av Jean Louis Armand de Quatrefages de Bréau 1846. Polia purpurea ingår i släktet Polia, fylumet slemmaskar och riket djur. Inga underarter finns listade i Catalogue of Life.